# EVGA
EVGA Corporation  est une entreprise américaine qui commercialise des cartes mères et des cartes graphiques pour micro ordinateur. La société a été fondée en 1999 et son siège social est située à Brea, Californie aux États-Unis. Jusqu'en septembre 2022, les cartes graphiques étaient basées sur des chipsets graphiques NVIDIA exclusivement.

## Historique
EVGA a commencé par fabriquer des cartes graphiques, remontant à la RIVA TNT2 en 1999. 
Initialement, ses cartes mères étaient limitées aux conceptions de référence de Nvidia et se sont ensuite étendues à des conceptions non référencées basées sur des chipsets Nvidia, jusqu'à ce que Nvidia quitte le marché des cartes mères vers 2009.
En août 2010, EVGA a sorti l'alimentation Classified SR-2 avec 1 200 watts de puissance à 6 +12 volts.
En novembre 2013, EVGA a lancé sa première tablette électronique, l'EVGA Tegra Note 7, aux États-Unis. Il s'agit d'une tablette Android de 7 pouces équipée d'un processeur Tegra 4,.
En mai 2016, EVGA a lancé son premier ordinateur portable de jeu appelé EVGA SC17,.
En juin 2021, EVGA a annoncé ses premières cartes mères basées sur AMD, à commencer par la X570 Dark (A579), qui est sortie en septembre. Plus tard dans l'année, EVGA a également sorti la X570 FTW (A577).
En septembre 2022, l'entreprise a mis fin à sa collaboration avec Nvidia et a également cessé de produire des cartes graphiques,.